# Teoria de sistemes dinàmics
La teoria de sistemes dinàmics és una àrea de les matemàtiques que s'utilitza per descriure el comportament de sistemes dinàmics complexos, generalment mitjançant l'ús d'equacions diferencials o equacions de diferència. Quan s'utilitzen equacions diferencials, la teoria s'anomena sistemes dinàmics continus. Des d'un punt de vista físic, els sistemes dinàmics continus són una generalització de la mecànica clàssica, una generalització on les equacions del moviment es postulen directament i no estan limitades a ser equacions d'Euler-Lagrange d'un principi d'acció mínima. Quan s'utilitzen equacions de diferència, la teoria s'anomena sistemes dinàmics discrets. Quan la variable de temps s'executa sobre un conjunt que és discret en alguns intervals i continu en altres intervals o és qualsevol conjunt de temps arbitrari, com ara un conjunt de Cantor, s'obtenen equacions dinàmiques en escales de temps. Algunes situacions també poden ser modelades per operadors mixts, com ara equacions a diferència diferencial.

Una solució caòtica del sistema de Lorenz, que és un exemple de sistema dinàmic no lineal. L'estudi del sistema de Lorenz va ajudar a donar lloc a la teoria del caos.

Aquesta teoria s'ocupa del comportament qualitatiu a llarg termini dels sistemes dinàmics i estudia la naturalesa i, quan és possible, les solucions de les equacions de moviment de sistemes que sovint són de naturalesa principalment mecànica o física, com les òrbites planetàries i els comportament dels circuits electrònics, així com dels sistemes que sorgeixen en biologia, economia i altres llocs. Gran part de la investigació moderna se centra en l'estudi de sistemes caòtics i sistemes estranys.
Aquest camp d'estudi també s'anomena sistemes dinàmics només, teoria de sistemes dinàmics matemàtics o teoria matemàtica de sistemes dinàmics.

## Visió general
La teoria dels sistemes dinàmics i la teoria del caos tracten el comportament qualitatiu a llarg termini dels sistemes dinàmics. Aquí, l'objectiu no és trobar solucions precises a les equacions que defineixen el sistema dinàmic (que sovint no té cap esperança), sinó més aviat respondre preguntes com "El sistema s'establirà en un estat estacionari a llarg termini i, si és així, què? són els possibles estats estacionaris?", o "El comportament a llarg termini del sistema depèn de la seva condició inicial?"
Un objectiu important és descriure els punts fixos, o estats estacionaris d'un sistema dinàmic donat; són valors de la variable que no canvien amb el temps. Alguns d'aquests punts fixos són atractius, és a dir, si el sistema comença en un estat proper, convergeix cap al punt fix.
De la mateixa manera, un està interessat en els punts periòdics, estats del sistema que es repeteixen després de diversos passos de temps. Els punts periòdics també poden ser atractius. El teorema de Sharkovskii és una afirmació interessant sobre el nombre de punts periòdics d'un sistema dinàmic discret unidimensional.
Fins i tot els sistemes dinàmics no lineals simples sovint presenten un comportament aparentment aleatori que s'ha anomenat caos. La branca dels sistemes dinàmics que s'ocupa de la definició neta i la investigació del caos s'anomena teoria del caos.

## Història
El concepte de teoria de sistemes dinàmics té els seus orígens en la mecànica newtoniana. Allà, com en altres disciplines de ciències naturals i d'enginyeria, la regla d'evolució dels sistemes dinàmics ve donada implícitament per una relació que dóna l'estat del sistema només en un curt període en el futur.
Abans de l'arribada de les màquines de càlcul ràpid, la resolució d'un sistema dinàmic requeria tècniques matemàtiques sofisticades i només es podia aconseguir per a una petita classe de sistemes dinàmics.
Algunes presentacions excel·lents de la teoria de sistemes dinàmics matemàtics inclouen Beltrami (1998), Luenberger (1979), Padulo & Arbib (1974) i Strogatz (1994).

## Conceptes

### Sistemes dinàmics
El concepte de sistema dinàmic és una formalització matemàtica per a qualsevol "regla" fixa que descrigui la dependència temporal de la posició d'un punt en el seu espai ambiental. Alguns exemples inclouen els models matemàtics que descriuen el balanceig d'un pèndol de rellotge, el flux d'aigua en una canonada i el nombre de peixos cada font en un llac.
Un sistema dinàmic té un estat determinat per una col·lecció de nombres reals, o més generalment per un conjunt de punts en un espai d'estats apropiat. Petits canvis en l'estat del sistema corresponen a petits canvis en els números. Els nombres també són les coordenades d'un espai geomètric: una varietat. La regla d'evolució del sistema dinàmic és una regla fixa que descriu quins estats futurs segueixen de l'estat actual. La regla pot ser determinista (per a un determinat interval de temps es pot predir amb precisió un estat futur donat l'estat actual) o estocàstica (l'evolució de l'estat només es pot predir amb una certa probabilitat).

### Sistema no lineal
En matemàtiques, un sistema no lineal és un sistema que no és lineal, és a dir, un sistema que no compleix el principi de superposició. Tècnicament, un sistema no lineal és qualsevol problema on la variable(s) a resoldre no es pot escriure com una suma lineal de components independents. Un sistema no homogeni, que és lineal a part de la presència d'una funció de les variables independents, és no lineal segons una definició estricta, però aquests sistemes solen estudiar-se al costat dels sistemes lineals, perquè es poden transformar en un sistema lineal sempre que un es coneix una solució concreta.

## Aplicacions

### En biomecànica
En biomecànica esportiva, la teoria de sistemes dinàmics ha sorgit a les ciències del moviment com un marc viable per modelar el rendiment i l'eficiència esportiva. No és cap sorpresa, ja que la teoria de sistemes dinàmics té les seves arrels a la mecànica analítica. Des de la perspectiva psicofisiològica, el sistema de moviment humà és una xarxa molt complexa de subsistemes codependents (per exemple, respiratori, circulatori, nerviós, esqueletomuscular, perceptiu) que es compon d'un gran nombre de components que interactuen (per exemple, cèl·lules sanguínies, molècules d'oxigen, etc.). teixit muscular, enzims metabòlics, teixit conjuntiu i os). En la teoria de sistemes dinàmics, els patrons de moviment sorgeixen mitjançant processos genèrics d'autoorganització que es troben en sistemes físics i biològics. No hi ha validació de recerca de cap de les afirmacions associades a l'aplicació conceptual d'aquest marc.

### En ciència cognitiva
La teoria del sistema dinàmic s'ha aplicat en el camp de la neurociència i el desenvolupament cognitiu, especialment en les teories neopiagetianes del desenvolupament cognitiu. És la creença que el desenvolupament cognitiu està millor representat per les teories físiques en lloc de les teories basades en la sintaxi i la IA. També creia que les equacions diferencials són l'eina més adequada per modelar el comportament humà. Aquestes equacions s'interpreten per representar la trajectòria cognitiva d'un agent a través de l'espai d'estats. En altres paraules, els dinàmics argumenten que la psicologia hauria de ser (o és) la descripció (mitjançant equacions diferencials) de les cognicions i comportaments d'un agent sota determinades pressions ambientals i internes. El llenguatge de la teoria del caos també s'adopta amb freqüència.

### En el desenvolupament de la segona llengua
L'aplicació de la teoria de sistemes dinàmics per estudiar l'adquisició d'una segona llengua s'atribueix a Diane Larsen-Freeman, que va publicar un article l'any 1997 en què afirmava que l'adquisició de la segona llengua s'ha de veure com un procés de desenvolupament que inclou el desgast del llenguatge i l'adquisició del llenguatge. En el seu article va afirmar que el llenguatge s'hauria de veure com un sistema dinàmic que és dinàmic, complex, no lineal, caòtic, impredictible, sensible a les condicions inicials, obert, autoorganitzat, sensible a la retroalimentació i adaptatiu.